# Колесник, Василий Васильевич
Василий Васильевич Колесник (13 декабря 1935 — 30 октября 2002) — советский военачальник, Герой Советского Союза (28.04.1980). Начальник специальной разведки ГРУ (1982—1992). Генерал-майор (1988). Участник Афганской войны и штурма дворца Амина в Кабуле.

## Биография и военная карьера
Родился 13 декабря 1935 года в станице Славянская, ныне — город Славянск-на-Кубани Краснодарского края, в семье служащего. 
В 1939 году его родители переехали на Украину в деревню Олефировку Миргородского района Полтавской области. Во время Великой Отечественной войны родители сражались в партизанском отряде, были выданы предателями и расстреляны 7 ноября 1941 года. После освобождения Украинской ССР вместе со старшим братом воспитывался в семье младшей сестры матери, жившей в городе Майкопе. В 1945 году вместе с братом поступил в Краснодарское суворовское военное училище. В 1947 году училище перевели в город Орджоникидзе (ныне — Владикавказ) и переименовали в Кавказское СВУ.
В 1953 году после окончания Кавказского суворовского военного училища зачислен в Советскую Армию. В 1956 году окончил Кавказское военное общевойсковое училище в городе Орджоникидзе (ныне — Владикавказ). В 1956 году был направлен в Дальневосточный военный округ на должность командира взвода в 92-ю отдельную роту специального назначения 25-й армии. В 1957 году переведён в Северную группу войск (Польша), назначен командиром отдельного учебного взвода 26-го отдельного батальона специального назначения. В 1960 году был назначен командиром разведроты этого же батальона. В 1963 году убыл на учёбу в академию.
В 1966 году окончил Военную академию имени М. В. Фрунзе, разведывательный факультет. В 1966 году был снова направлен в Дальневосточный военный округ, в город Уссурийск Приморского края, на должность начальника оперативно-разведывательного отделения 14-й отдельной бригады специального назначения. C 1971 года — начальник штаба отдельной 15-й отдельной бригады специального назначения Туркестанского военного округа в городе Чирчик Ташкентской области УзССР, а c 1975 года — командир этой же бригады. 
В ноябре 1977 года назначен на должность старшего офицера в Главное разведывательное управление Генерального штаба. В 1979—1980 годах участвовал в Афганской войне, один из руководителей штурма дворца Амина.
В 1980—1982 годах В. В. Колесник обучался в Военной академии Генерального штаба Вооружённых Сил СССР. После её окончания в 1982 году был назначен на должность начальника направления специальной разведки ГРУ Генерального Штаба ВС СССР. Генерал-майор (1988). 
С 1992 года в отставке. Жил в Москве. Занимал должность президента Московского городского отделения Фонда социальных гарантий военнослужащим.
Умер 30 октября 2002 года. Похоронен на Донском кладбище в Москве, рядом с сыном Михаилом, погибшим на первой чеченской войне в 1995 году (участок 17).

## Звание Герой Советского Союза
В 1979 году под руководством В. В. Колесника был сформирован и обучен по его методикам 154-й отдельный отряд специального назначения (т. н. «Мусульманский батальон»), сводный батальон численностью свыше 500 человек. 
С 5 по 10 декабря 1979 года батальон убыл в Афганистан для выполнения специального задания Советского правительства. Командиром батальона на время пребывания в Афганистане был назначен майор Холбаев Хабибджан Таджибаевич, но общее руководство отрядом и планирование боевых действий осуществлял командир 15-й обрспн полковник Колесник.
27 декабря 1979 года силами бойцов батальона совместно с подразделениями специального назначения КГБ СССР был произведен штурм дворца Амина. 
За эту операцию Указом Президиума Верховного Совета СССР от 28 апреля 1980 года полковнику Колеснику Василию Васильевичу присвоено звание Героя Советского Союза с вручением ордена Ленина и медали «Золотая Звезда».

## Награды
- Медаль «Золотая Звезда»;
- орден Ленина;
- орден «За службу Родине в Вооружённых Силах СССР» 3-й степени;
- медали СССР;
- орден Красного Знамени (Афганистан);
- две медали Афганистана.

## Память
- Имя Героя увековечено на мемориальной арке в Краснодаре;
- Имя Героя высечено золотыми буквами в зале Славы Центрального музея Великой Отечественной войны в Парке Победы города Москвы;
- Навечно зачислен в списки суворовцев Северо-Кавказского суворовского военного училища;
- На Донском кладбище установлен памятник;
- В Москве в Хорошёвском районе, его именем названа улица (2017)[1][2];
- В Москве средняя школа № 1112 с 2011 года носила имя Колесника В. В. После её объединения в 2013 году со средней школой № 1590, почётное название перешло второму учебному заведению[3].
- В Уссурийске 9 декабря 2016 года торжественно открыта мемориальная доска  по адресу: ул. Крестьянская, 24[4].
- В родном городе Славянск-на-Кубани, в 2009 году его именем названа средняя школа №17[5]